# 広島社会保険事務局
広島社会保険事務局（ひろしましゃかいほけんじむきょく）は、広島県広島市中区にあった社会保険庁の地方支分部局で、広島県を管轄していた。

## 管内社会保険事務所等
- 広島社会保険事務局広島東社会保険事務室（広島東社会保険事務所）
- 広島西社会保険事務所
- 広島南社会保険事務所
- 福山社会保険事務所
- 呉社会保険事務所
  - 呉社会保険事務所東広島分室
- 三原社会保険事務所
- 三次社会保険事務所
- 備後府中社会保険事務所（広島社会保険事務局備後府中事務所）